# IC 5071
IC 5071 ist eine Balken-Spiralgalaxie vom Hubble-Typ SBc im Sternbild Pfau am Südsternhimmel. Sie ist schätzungsweise 134 Millionen Lichtjahre von der Milchstraße entfernt und hat einen Durchmesser von etwa 30.000 Lichtjahren.
Im selben Himmelsareal befinden sich u. a. die Galaxien IC 5072, IC 5073, IC 5069.
Das Objekt wurde am 26. September 1900 vom US-amerikanischen Astronomen DeLisle Stewart entdeckt.